# 愛知電気鉄道デキ370形電気機関車
愛知電気鉄道デキ370形電気機関車（あいちでんきてつどうデキ370がたでんききかんしゃ）は、愛知電気鉄道（愛電）が新製した直流用電気機関車。後年愛電と名岐鉄道が合併し名古屋鉄道（名鉄）が設立された際にも形式称号は変わらずデキ370形を名乗った。

## 概要
1925年（大正14年）にボールドウィン（車体・台車）とウェスティングハウス（電装品）の2社の合作でデキ370・デキ371の2両が製造・輸入された。更に1928年（昭和3年）から翌年にかけてデキ372 - デキ374・デキ376 - デキ379の7両が順次追加製造された。これらは車体と台車はボールドウィン社製をデッドコピーした日本車輌製造本店製となったものの、電装品は引き続きウェスティングハウス社製品を輸入の上で搭載された。
愛知電気鉄道の名古屋鉄道への統合時に実施された大規模な車両改番の際には、0起番かつ5を欠番とする愛知電気鉄道の伝統的な附番方法が廃止となり、デキ370形デキ371 - デキ379へ改番された。
基本的には直流1,500V電化区間用だが、最初に製作されたデキ370・デキ371の2両については直流600Vと直流1,500Vの複電圧仕様となっており、渥美線、西尾線、瀬戸線など直流600V電化線区（当時）への応援実績もある。
1960年代後半以降の名鉄の貨物扱い削減にともない順次廃車が進んだが、1978年（昭和53年）に瀬戸線が直流1,500Vへ昇圧された際にデキ376が同線区に転属する。その後、瀬戸線において3780系電車を牽引に使用していた工事列車があったが、3780系が廃車されることとなったためこれの代替としてデキ379が1996年（平成8年）に瀬戸線へ転属した。またデキ378は、1997年（平成9年）に新川工場から新しく開設された舞木検査場へと移動となった。
デキ379のみ1994年（平成6年）に更新工事が施され、塗装のメイテツブルー化、窓のHゴム支持化、運転台の更新などがなされたが、デキ376・デキ378はそのままの状態が維持され、名鉄に在籍する電気機関車としては最後の黒色塗装車であった。
しかし、瀬戸線配属の2両は2007年（平成19年）の喜多山車庫閉鎖とともに廃車となり、本線所属のデキ378も老朽化のため廃車となった。

## 主要諸元
1964年時点
- 全長：
  - 9,198mm　（371・372）
  - 9,258mm　（373～379）
- 全幅：2,489mm
- 全高：3,769mm
- 自重：
  - 24.82t　（371・372）
  - 24.31t　（373・374）
  - 24.8t　（375～379）
- 電気方式：直流1500V（架空電車線方式）
- 軸配置：B+B
- 台車形式：
  - BW（BW）　（371・372）
  - BW（日車）　（373～379）
- 主電動機：WH550-JF-6(48.5kW)×4基 
  - 歯車比：73：16
  - 1時間定格出力：194kW
  - 1時間定格引張力：2,960kg
  - 1時間定格速度：24.0km/h
- 動力伝達方式：一段歯車減速つりかけ駆動式
- 制御方式：直並列切り替え抵抗制御単位スイッチ式
- 制御装置：UP202
- ブレーキ方式：AMF空気ブレーキ、手ブレーキ